# 克里奇姆市鎮

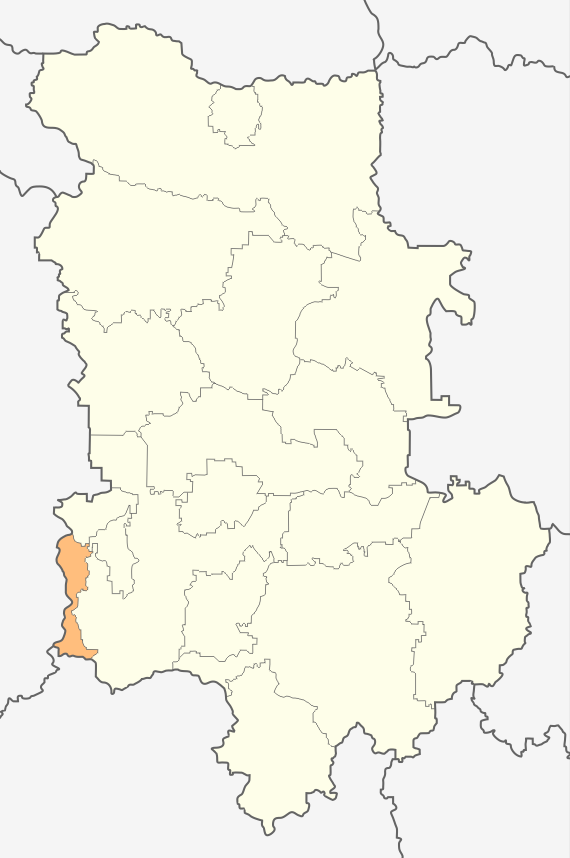

克里奇姆市，是保加利亞的城鎮，位於該國中部，由普羅夫迪夫州負責管轄，首府設於克里奇姆，面積54.9平方公里，人口8,571，人口密度每平方公里156.1人。
42°03′00″N 24°28′01″E / 42.05°N 24.467°E